# Operation FB

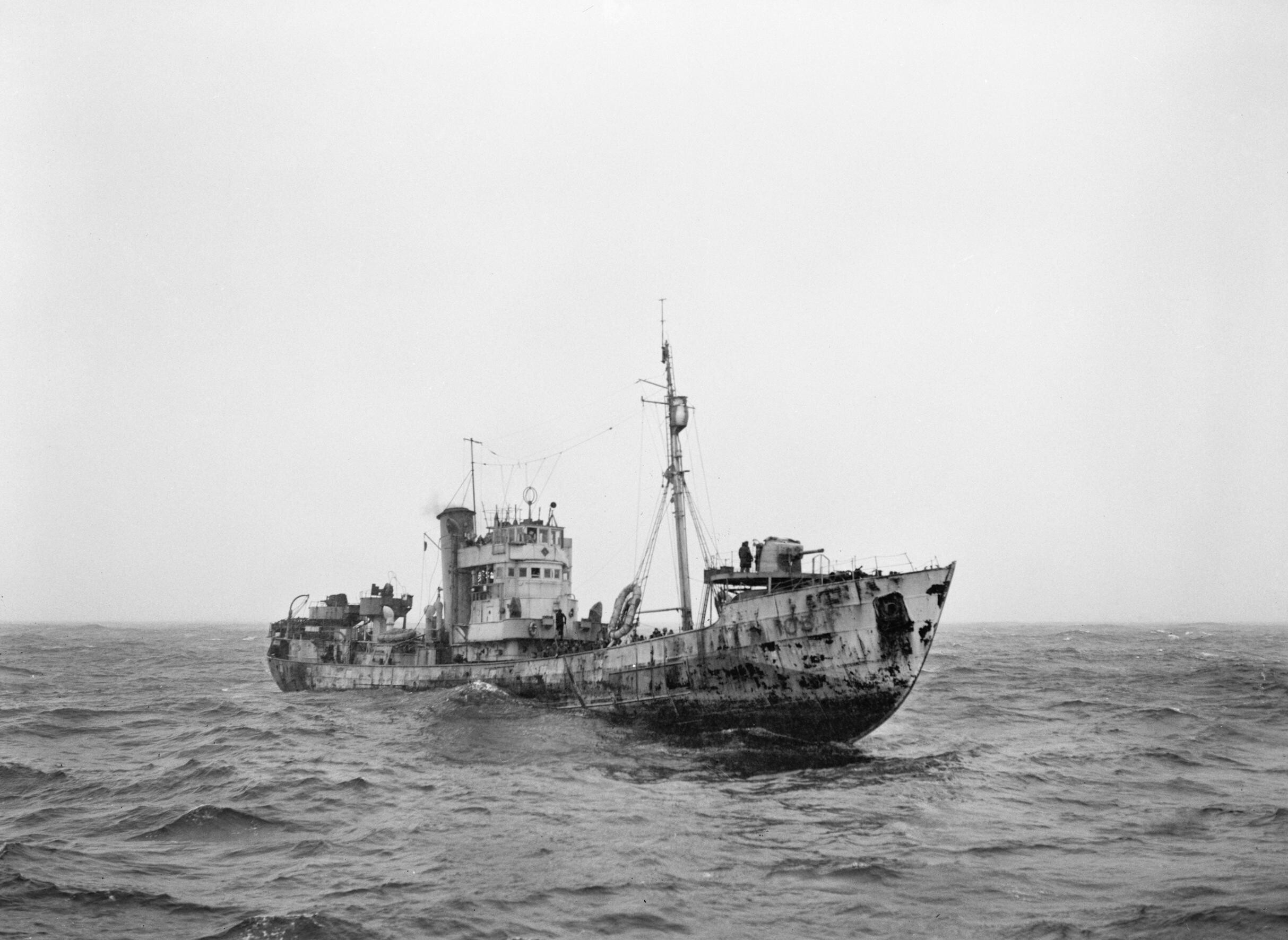
Trailer HMT Northern Pride

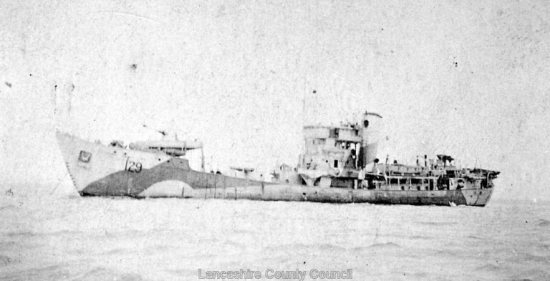
Trailer HMT Northern Spray

Operation FB was een vervolg op de PQ-konvooien in de Tweede Wereldoorlog. Na de konvooien PQ17 en PQ18 werd de levering van hulpgoederen aan de Sovjet-Unie opgeschort, de risico's waren te groot. Beide konvooien hadden enorme verliezen geleden. In dezelfde periode startte Operation Torch, de inval in Franstalig Noord-Afrika. De geallieerden hadden daar grote behoefte aan marineschepen, dus de bescherming van de Moermansk konvooien kon niet meer gegarandeerd worden. De Russen zaten op dat moment midden in de Duitse aanval op Stalingrad en hadden grote behoefte aan oorlogsmaterieel. Besloten werd schepen met een tussenpoos van 12 uur naar Rusland te laten vertrekken.
Dertien alleen varende vrachtschepen vertrokken vanuit IJsland naar Rusland. Ter bescherming waren er onderweg enkele trawlers gepositioneerd, namelijk de HMT Cape Palliser, HMT Northern Pride, HMT Northern Spray en HMT St. Elstan. In de buurt van Moermansk lagen de HMT Cape Argona, HMT Cape Mariato en HMT St. Kenan. 
Een succes werd het niet: drie schepen keerden terug, vijf schepen werden tot zinken gebracht en maar vijf schepen kwamen aan in de Sovjet-Unie.
De Russen lieten in deze periode 30 schepen zonder enige bescherming de overtocht maken.

## Operation FB schepen naar Rusland
| Schip             | Kapitein                       | Vertrek                | Aankomst                                                                        | Vlag               |
| Richard H. Alvery | Thomas C. Hallum               | 29-10-1942 Hvalfjörður | 07-11-1942                                                                      | \|USA              |
| Empire Galliard   | John Mitchell                  | 29-10-1942 Hvalfjörður | 07-11-1942 Molotovsk                                                            | \|Groot-Brittannië |
| John Walker       | John E Jensen                  | 30-10-1942 Hvalfjörður | 12-11-1942 Molotovsk                                                            | \|USA              |
| Empire Gilbert    | William Williams               | 30-10-1942 Hvalfjörður | 02-11-1942 getorpedeerd door de U-586                                           | \|Groot-Brittannië |
| Dekabrist         | Stepan Polikarpovich Belyaev   | 30-10-1942 Hvalfjörður | 04-11-1942 gebombardeerd                                                        | \|Sovjet-Unie      |
| John H B Latrobe  | Alonso L Hodgdon               | 31-10-1942 Hvalfjörður | 09-11-1942 raakte een ijsberg en keerde terug naar IJsland                      | \|USA              |
| Chumleigh         | Daniel Morley Williams         | 31-10-1942 Hvalfjörður | 05-11-1942 gebombardeerd bij Spitsbergen, 06-11-1942 getorpedeerd door de U-625 | \|Groot-Brittannië |
| Hugh Williamson   | Raymond A Cousins              | 01-11-1942 Hvalfjörður | 11-11-1942 Molotovsk                                                            | \|USA              |
| Empire Sky        | Thomas Morley                  | 01-11-1942 Hvalfjörður | 06-11-1942 getorpedeerd door de U-625                                           | \|Groot-Brittannië |
| William Clark     | Walter Edmund Elian            | 02-11-1942 Hvalfjörður | 08-11-1942 Molotovsk                                                            | \|USA              |
| Empire Scott      | John Henry Colvin              | 02-11-1942 Hvalfjörður | 18-11-1942 Moermansk                                                            | \|Groot-Brittannië |
| Daldorch          | W. Thomson                     | 03-11-1942 Hvalfjörður | 06-11-1942 teruggekeerd                                                         | \|Groot-Brittannië |
| Briarwood         | William Henry Charles Lawrence | 04-11-1942 Hvalfjörður | 06-11-1942 teruggekeerd                                                         | \|Groot-Brittannië |

## Solo varende schepen naar Rusland
| Schip       | Kapitein                  | Vertrek              | Aankomst                 | Vlag          |
| Mussovet    | Ryntsyn, Fedor Andreevich | 08-02-1943 Reykjavik | 17-02-1943 Baai van Kola | \|Sovjet-Unie |
| Andre Marti | Hirkasova                 | 09-02-1943 Reykjavik | 20-02-1943 Baai van Kola | \|Sovjet-Unie |

## Solo varende schepen naar IJsland
| Schip           | Kapitein                      | Vertrek                   | Aankomst                                  | Vlag          |
| Mussovet        | Ryntsyn, Fedor Andreevich     | 29-10-1942 Bycluskya baai | 07-11-1942 Akureyri IJsland               | \|Sovjet-Unie |
| Azerbijan       | Izotov, Vladimir Nikoliev     | 31-10-1942 Bycluskya baai | 09-11-1942 Akureyri IJsland               | \|Sovjet-Unie |
| Chernyshevsky   | Elizbar Gogitidze             | 02-11-1942 Bycluskya baai | 11-11-1942 Akureyri IJsland               | \|Sovjet-Unie |
| Donbass         | V.E. Tsilke                   | 04-11-1942 Bycluskya Baai | 07-11-1942 gezonken door torpedojager Z27 | \|Sovjet-Unie |
| Komsomoletz     | Dmitry Burcov                 | 14-11-1942 Bycluskya baai | 24-11-1942 Akureyri IJsland               | \|Sovjet-Unie |
| Dvina           | Ivan Piyr                     | 24-11-1942 Bycluskya baai | 05-12-1942 Akureyri IJsland               | \|Sovjet-Unie |
| ELna II         | Mihail Morosov                | 25-11-1942 Bycluskya baai | 05-12-1942 Akureyri IJsland               | \|Sovjet-Unie |
| Mironich        | Vladimir Greshner             | 25-11-1942 Bycluskya baai | 05-12-1942 Akureyri IJsland               | \|Sovjet-Unie |
| Shilka          | James Hoboroff                | 12-12-1942 Archangelsk    | 25-12-1942 Akureyri IJsland               | \|Sovjet-Unie |
| Okhta           | Sergey Lutsenko               | 13-12-1942 Archangelsk    | 26-12-1942 Akureyri IJsland               | \|Sovjet-Unie |
| Kuzbass         | Ignaty Boutko                 | 14-12-1942 Archangelsk    | 26-12-1942 Akureyri IJsland               | \|Sovjet-Unie |
| Vetluga         | Konsyantin Lukoshkov          | 14-12-1942 Archangelsk    | 26-12-1942 Akureyri IJsland               | \|Sovjet-Unie |
| Ob              |                               | 15-12-1942 Archangelsk    | 26-12-1942 Akureyri IJsland               | \|Sovjet-Unie |
| Soroka          | Ivan Ponomarjev               | 16-12-1942 Baai van Kola  | 26-12-1942 Akureyri IJsland               | \|Sovjet-Unie |
| Msta            |                               | 22-12-1942 Lolanka        | 06-01-1943 Akureyri IJsland               | \|Sovjet-Unie |
| Aldan           | George Plechov                | 23-12-1942 Lolanka        | 06-01-1943 Akureyri IJsland               | \|Sovjet-Unie |
| Uritsky         | Ivan Chernov                  | 23-12-1943 Lolanka        | 06-01-1943 Akureyri IJsland               | \|Sovjet-Unie |
| Kara            | Grigory Menosnychenko         | 24-12-1942 Lolanka        | 06-01-1943 Akureyri IJsland               | \|Sovjet-Unie |
| Sacco           | Vladimir Wedenskiy            | 24-12-1942 Lolanka        | 06-01-1943 Akureyri IJsland               | \|Sovjet-Unie |
| Vanzetti        | Vladimir Mikhailovitsj Verond | 29-12-1942 Lolanka        | 18-01-1943 Akureyri IJsland               | \|Sovjet-Unie |
| Krasnoe Znamy   | Aleksandr Smokotov            | 30-12-1942 Baai van Kola  | 08-01-1943 Akureyri IJsland               | \|Sovjet-Unie |
| Osmussaar       | Andrej Malygin                | 30-12-1942 Baai van Kola  | 09-01-1943 Akureyri IJsland               | \|Sovjet-Unie |
| Sheksna         | Wasily Amosov                 | 31-12-1942 Baai van Kola  | 12-01-1943 Akureyri IJsland               | \|Sovjet-Unie |
| Leonid Krasin   | Nikolay Girshevitsj           | 20-01-1943 Baai van Kola  | 31-01-1943 Akureyri IJsland               | \|Sovjet-Unie |
| Bureya          | Lef Antonoff                  | 22-01-1943 Baai van Kola  | 04-02-1943 Akureyri IJsland               | \|Sovjet-Unie |
| Ufa             | L.I. Patrikeyev               | 23-01-1943 Baai van Kola  | 26-01-1943 gezonken door U-255            | \|Sovjet-Unie |
| Krasny Partizan | Aristarkh Formich Belov       | 24-01-1943 Baai van Kola  | 29-01-1943 gezonken door U-255            | \|Sovjet-Unie |
| Ussuri          | Vasiliy Kulik                 | 29-01-1943 Baai van Kola  |                                           | \|Sovjet-Unie |
|                 |                               |                           |                                           |               |